# Dragoș Grigore
Dragoș Grigore (* 7. září 1986, Vaslui, Rumunsko) je rumunský fotbalový obránce a reprezentant, od roku 2015 hráč klubu Al-Sailiya SC. Hraje na postu stopera (středního obránce). Prošel angažmá v Rumunsku, Francii a Kataru.

## Klubová kariéra
- LPS Vaslui (mládež)
- FCM Huși 2005–2006
- CFR Timișoara 2006–2008
- FC Dinamo București 2008–2014
- Toulouse FC 2014–2015
- Al-Sailiya SC 2015–

## Reprezentační kariéra
V A-mužstvu Rumunska debutoval 9. 2. 2011 v Paralimni na turnaji Cyprus International Tournament proti domácí reprezentaci Kypru (remíza 1:1).

Trenér rumunského národního týmu Anghel Iordănescu jej vzal na EURO 2016 ve Francii, kam Rumunsko postoupilo ze druhého místa kvalifikační skupiny F. Rumuni obsadili se ziskem jediného bodu poslední čtvrté místo v základní skupině A. Grigore nastoupil na šampionátu ve všech třech utkáních.

## Úspěchy

### Klubové
FC Dinamo București
- 1× vítěz Cupa României (2011/12)
- 1× vítěz Supercupa României (2012)